# Wancourt
Wancourt település Franciaországban, Pas-de-Calais megyében. Lakosainak száma 630 fő (2022. január 1.). Wancourt Feuchy, Guémappe, Héninel, Monchy-le-Preux, Neuville-Vitasse, Saint-Martin-sur-Cojeul és Tilloy-lès-Mofflaines községekkel határos.

## Népesség
A település népessége az elmúlt években az alábbi módon változott:
| Lakosok száma | 673  | 676  | 649  | 644  | 642  | 637  | 634  | 630  |
|               | 2013 | 2015 | 2017 | 2018 | 2019 | 2020 | 2021 | 2022 |